# 陶拉蓋區
陶拉蓋區，或作陶拉格區，是立陶宛陶拉蓋縣内的市镇，位于该国西部，行政中心为陶拉盖市。市镇面積为1,179平方公里，2020年人口数量为37,805人。